# Tom Clegg
Tom Clegg (Lancashire, 16 ottobre 1934 – 25 luglio 2016) è stato un regista britannico.
È noto per aver diretto il film per la televisione Bravo Two Zero nel 1999, film basato sull'omonima pattuglia appartenente al SAS britannico mandata in missione in Iraq durante la guerra del Golfo del 1991.

## Filmografia parziale

### Regista

#### Cinema
- Love Is a Splendid Illusion (1970)
- G'olé! (1982)
- La talpa (1984)

#### Televisione
- Special Branch (1973-1974)
- L'ispettore Regan (The Sweeney) - serie TV (1975-1978)
- Spazio 1999 (1976)
- Il destino di un capitano (1982)
- Bravo Two Zero (1999)
- Sharpe (1993-2008)
- Adventure Inc. (2002-2003)
- Giardini e misteri (2003)